# 45-я дивизия подводных лодок
45-я дивизия подводных лодок (45-я ДиПЛ) — соединение подводных сил Тихоокеанского флота ВМФ СССР и России, существовавшее в 1962—1997 годах. Первая базирующаяся на Камчатке дивизия атомных подводных лодок.

## История
Формирование 45-й дивизии подводных лодок в составе 15-й эскадры было завершено 31 октября 1962 года, местом базирования определена бухта Крашенинникова, Камчатка. Прежде всего в составе дивизии начала создаваться инфраструктура будущего пункта базирования Вилючинск — образуются служба радиационной безопасности, прибывают вспомогательные суда, включая плавбазы и плавказармы, расширяется причальный фронт. Плавучей технической базой для первых атомных подводных лодок дивизии стала ПМ-141 (ПТБ-12), переоборудованная из эсминца «Вечный» проекта 30-бис.
В 1963 году состав дивизии пополнился четырьмя АПЛ трёх классов — из 26-й ДиПЛ переданы ПЛАРК К-122 и К-151 проекта 659, в июле на первой камчатской АПЛ (К-122) с визитом побывали главком ВМФ С. Г. Горшков и академик М. М. Лаврентьев.
Осенью 1963 года завершили одиночные подлёдные межфлотские переходы АПЛ К-115 проекта 627А, переданная из 3-й ДиПЛ Северного флота и ПЛАРБ К-178 проекта 658 из 31-й ДиПЛ. В состав дивизии вошли также 186-й и 331-й экипажи ПЛАРК проекта 659 и были сформированы 123-й и 343-й экипажи АПЛ проекта 627А.
В 1964 году в состав 45-й ДиПЛ из 26-й дивизии были переданы три ПЛАРК проекта 659. В 1966 году в состав соединения были включены АПЛ К-14 проекта 627А, перешедшая с Северного флота «северным путём». и АПЛ К-133 с ПЛАРК К-116 (проект 675), совершившие групповой переход «южным путём» через Атлантику, пролив Дрейка и Тихий океан. За этот продолжительный и сложный поход оба корабля были награждены Гвардейскими званиями, за год пять подводников 45-й дивизии стали Героями Советского Союза — командиры К-14, К-133, К-116, замполит К-133 и главмех К-116, остальные члены экипажей были награждены орденами и медалями.
В 1968 году в состав дивизии вошла АПЛ К-42, совместно с ПЛАРБ К-55 перешедшая с севера подо льдами.
Через 45-ю дивизию прошли несколько ПЛАРК проекта 675 постройки ЗЛК: К-175, К-189, К-31, К-108, в 1967 году переданные в формирующуюся 10-ю дивизию. В 1968 году ракетные лодки проекта 659 были переоборудованы в торпедный вариант и переданы в 26-ю дивизию (бухта Павловского), и с тех пор 45-я дивизия стала иметь однородный состав — на её вооружении состояли исключительно многоцелевые торпедные АПЛ.
| Наименование | Тип и проект      | Предыдущая служба        | Период в строю | Дальнейшая служба    |
| ------------ | ----------------- | ------------------------ | -------------- | -------------------- |
| К-115        | АПЛ проекта 627А  | Передана из 3-й ДиПЛ СФ  | 1963—1981      | Передана в 26-ю ДиПЛ |
| К-178        | ПЛАРБ проекта 658 | Передана из 31-й ДиПЛ СФ | 1963—1968      | Передана в 10-ю ДиПЛ |
| К-122        | ПЛАРК проекта 659 | Переданы из 26-й ДиПЛ    | 1963—1968      | Переданы в 26-ю ДиПЛ |
| К-151        | ПЛАРК проекта 659 | Переданы из 26-й ДиПЛ    | 1963—1971      | Переданы в 26-ю ДиПЛ |
| К-45         | ПЛАРК проекта 659 | Переданы из 26-й ДиПЛ    | 1964—1968      | Переданы в 26-ю ДиПЛ |
| К-59         | ПЛАРК проекта 659 | Переданы из 26-й ДиПЛ    | 1964—1968      | Переданы в 26-ю ДиПЛ |
| К-66         | ПЛАРК проекта 659 | Переданы из 26-й ДиПЛ    | 1964—1973      | Переданы в 26-ю ДиПЛ |
| К-14         | АПЛ проекта 627А  | Переданы из 3-й ДиПЛ СФ  | 1966—1970      | Переданы в 26-ю ДиПЛ |
| К-133        | АПЛ проекта 627А  | Переданы из 3-й ДиПЛ СФ  | 1966—1982      | Переданы в 26-ю ДиПЛ |
| К-42         | АПЛ проекта 627А  | Переданы из 3-й ДиПЛ СФ  | 1968—1981      | Переданы в 26-ю ДиПЛ |
| К-116        | ПЛАРК проекта 675 | Передана из 7-й ДиПЛ СФ  | 1966—1967      | Переданы в 10-ю ДиПЛ |
| К-175        | ПЛАРК проекта 675 | Переданы из 26-й ДиПЛ    | 1966—1967      | Переданы в 10-ю ДиПЛ |
| К-189        | ПЛАРК проекта 675 | Переданы из 26-й ДиПЛ    | 1966—1967      | Переданы в 10-ю ДиПЛ |
| К-31         | ПЛАРК проекта 675 | Переданы из 26-й ДиПЛ    | 1966—1967      | Переданы в 10-ю ДиПЛ |
| К-108        | ПЛАРК проекта 675 | Передана из 10-й ДиПЛ    | 1968—1971      | Переданы в 10-ю ДиПЛ |

В 1971 году 343-й экипаж был переформирован на АПЛ проекта 671 и впоследствии был передан 3-й дивизии Северного флота.
В 1973 году дивизия вошла в состав сформированной на Камчатке на базе 15-й эскадры 2-й флотилии подводных лодок.
В 1974—1976 годах с Северного флота в состав дивизии перешли К-314, К-454 и К-469 проекта 671В, отличавшиеся наличием ракетно-торпедного комплекса РПК-2 «Вьюга-53». Вместе с ними из 3-й дивизии Северного флота прибыл 89-й экипаж АПЛ проекта 671В.
В 1979—1984 годах в дивизию поступили 13 построенных в Комсомольске-на-Амуре многоцелевых АПЛ второго поколения проекта 671РТМ. В 1981 году К-255 совершила трансарктический переход в западном направлении и вошла в состав 33-й ДиПЛ Северного флота, в 1982 году за ней последовала К-324, в 1983 году — К-218. В эти годы в дивизии были сформированы 85-й, 476-й, 506-й, 556-й, 581-й экипажи АПЛ проекта 671РТМ.
| Наименование | Проект             | Предыдущая служба       | Период в строю | Дальнейшая служба         |
| ------------ | ------------------ | ----------------------- | -------------- | ------------------------- |
| К-314        | АПЛ проекта 671В   | Переданы из 3-й ДиПЛ СФ | 1974—1982      | Переданы 26-й ДиПЛ        |
| К-454        | АПЛ проекта 671В   | Переданы из 3-й ДиПЛ СФ | 1974—1982      | Переданы 26-й ДиПЛ        |
| К-469        | АПЛ проекта 671В   | Переданы из 3-й ДиПЛ СФ | 1976—1983      | Переданы 26-й ДиПЛ        |
| К-247        | АПЛ проекта 671РТМ | Построены (ЗЛК)         | 1979—1991      | Переданы 26-й ДиПЛ        |
| К-507        | АПЛ проекта 671РТМ | Построены (ЗЛК)         | 1980—1985      | Переданы 10-й ДиПЛ        |
| К-412        | АПЛ проекта 671РТМ | Построены (ЗЛК)         | 1980—1985      | Переданы 10-й ДиПЛ        |
| К-492        | АПЛ проекта 671РТМ | Построены (ЗЛК)         | 1980—1996      | Выведены из состава флота |
| К-251        | АПЛ проекта 671РТМ | Построены (ЗЛК)         | 1980—1998      | Выведены из состава флота |
| К-255        | АПЛ проекта 671РТМ | Построены (ЗЛК)         | 1980—1981      | Переданы 33-й ДиПЛ СФ     |
| К-324        | АПЛ проекта 671РТМ | Построены (ЗЛК)         | 1981—1982      | Переданы 33-й ДиПЛ СФ     |
| К-305        | АПЛ проекта 671РТМ | Построены (ЗЛК)         | 1981—1993      | Передана 26-й ДиПЛ        |
| К-355        | АПЛ проекта 671РТМ | Построены (ЗЛК)         | 1982—1985      | Переданы 10-й ДиПЛ        |
| К-360        | АПЛ проекта 671РТМ | Построены (ЗЛК)         | 1982—1985      | Переданы 10-й ДиПЛ        |
| К-218        | АПЛ проекта 671РТМ | Построены (ЗЛК)         | 1982—1984      | Передана 33-й ДиПЛ СФ     |
| К-242        | АПЛ проекта 671РТМ | Построены (ЗЛК)         | 1983—1993      | Передана 10-й ДиПЛ        |
| К-264        | АПЛ проекта 671РТМ | Построены (ЗЛК)         | 1984           | Передана 26-й ДиПЛ        |

В 1988—1995 годах 45-я дивизия получила 7 новейших многоцелевых АПЛ третьего поколения проекта 971, построенных на ЗЛК. Головная лодка, К-284, была передана не сразу, так как обеспечивала доводку корабельных систем и испытания серийных кораблей проекта. Отправленная в 1993 году в ремонт она уже из него не вышла и была списана.
| Наименование    | Проект                   | Предыдущая служба     | Период в строю | Дальнейшая служба          |
| --------------- | ------------------------ | --------------------- | -------------- | -------------------------- |
| К-263 «Дельфин» | АПЛ проекта 971 «Щука-Б» | Построена (ЗЛК)       | 1988—1998      | Передана 10-й ДиПЛ         |
| К-284 «Акула»   | АПЛ проекта 971 «Щука-Б» | Передана из 26-й ДиПЛ | 1989—1994      | Исключена из состава флота |
| К-322 «Кашалот» | АПЛ проекта 971 «Щука-Б» | Построены (ЗЛК)       | 1989—1998      | Переданы в 10-ю ДиПЛ       |
| К-391 «Кит»     | АПЛ проекта 971 «Щука-Б» | Построены (ЗЛК)       | 1990—1998      | Переданы в 10-ю ДиПЛ       |
| К-331 «Нарвал»  | АПЛ проекта 971 «Щука-Б» | Построены (ЗЛК)       | 1991—1998      | Переданы в 10-ю ДиПЛ       |
| К-419 «Морж»    | АПЛ проекта 971 «Щука-Б» | Построены (ЗЛК)       | 1993—1998      | Переданы в 10-ю ДиПЛ       |
| К-295 «Дракон»  | АПЛ проекта 971 «Щука-Б» | Построены (ЗЛК)       | 1995—1998      | Переданы в 10-ю ДиПЛ       |

В ноябре 1997 года 45-я дивизия подводных лодок была расформирована, остававшиеся в строю корабли были переданы в 10-ю ДиПЛ с прежним местом базирования.

## Командиры
- 1962—1966: Салов, Владимир Семёнович
- 1966—1971: Чистяков, Николай Фёдорович
- 1971—1975: Туманов, Виктор Григорьевич
- 1975—1980: Заморев, Вячеслав Иванович
- 1980—1982: Ерофеев, Олег Александрович
- 1982—1986: Гордеев Игорь Иванович
- 1986—1988: Водоватов Виктор Алексеевич
- 1988—1990: Захаренко Михаил Георгиевич
- 1990—1994: Кириллов Юрий Васильевич
- 1994—1996: Сиденко Константин Семёнович
- 1996—1998: Васин Сергей Егорович